# Welcome to Mooseport
Welcome to Mooseport is een Amerikaanse komediefilm uit 2004, geregisseerd door Donald Petrie en geproduceerd en geschreven door Doug Richardson en Tom Schulman. De hoofdrollen worden vertolkt door Ray Romano, Gene Hackman en Maura Tierney.

## Verhaal
Mooseport is een rustig, vriendelijk stadje in New England. Het feit dat Monroe Cole (Gene Hackman), de voormalige president van Amerika, zich terugtrekt in Mooseport is voor de bewoners een hele eer. Voordat hij rustig met pensioen kan gaan, wordt hem gevraagd of hij de nieuwe burgemeester wil worden. Hij neemt de uitdaging aan. Tijdens de campagnevoering valt hij voor de charmante Sally (Maura Tierney), die echter een relatie heeft met Handy Harrison (Ray Romano), eigenaar van de lokale kluswinkel. Handy heeft zijn vriendin een beetje verwaarloosd en zij gaat graag op de avances van Monroe in. Omdat hij hiermee niet kan leven, stelt Handy zich ook kandidaat voor burgemeester. Wat eerst een rustige campagne zou worden wordt nu een ware verkiezingsoorlog.

## Rolbezetting
- Ray Romano - Harold 'Handy' Harrison
- Gene Hackman - Monroe 'Eagle' Cole
- Maura Tierney - Dr. Sally Mannis
- Marcia Gay Harden - Grace Sutherland
- Fred Savage - Will Bullard
- Rip Torn - Bert Langdon
- Christine Baranski - Charlotte Cole
- Wayne Robson - Morris Gutman
- Reagan Pasternak - Mandy Gutman
- Edward Herrmann - Avery Hightower